# گلوم

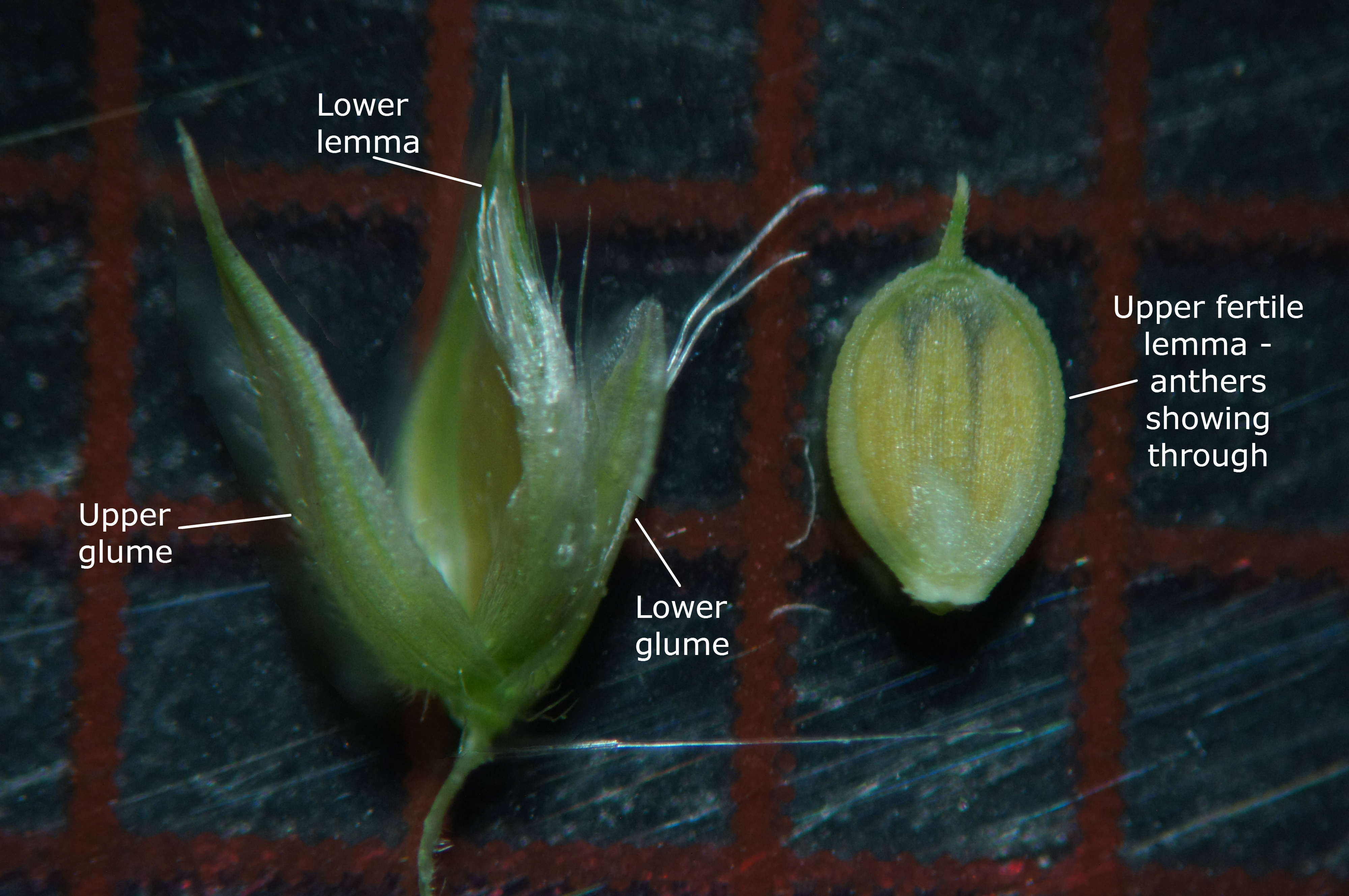
گلوم‌های بالایی و تحتانی اوروچلوا موزامبیک (Urochloa mosambicensis)، یک چمن

گلوم یا پوشینه (به انگلیسی: Glume) در گیاه‌شناسی، گلوم یک برگک (ساختار برگ‌مانند) در زیر سنبلچه در گل‌آذین (خوشه گل) علف‌ها یا گل‌های جگنیان است. دو نوع دیگر از برگک‌ها در سنبلچه‌های علف‌ها وجود دارد: لما و پالئا (Palea).
در علف‌ها، دو برگک معروف به «گلوم» پایین‌ترین اندام یک سنبلچه را تشکیل می‌دهند (معمولا دو شاخه وجود دارد، اما گاهی یکی کاهش می‌یابد؛ یا به ندرت، هر دو وجود ندارند). گلوم‌ها ممکن است از نظر شکل شبیه به لما، برگک‌های پایه هر گلچه باشند. برعکس، در جگنیان، گلوم یک فلس در پایه هر گل در یک سنبلچه است.